# 丽薇
丽薇（学名：Lafoensia vandelliana），为千屈菜科丽薇属下的一个种。